# Мемон (Арденны)
Мемо́н (фр. Mesmont) — коммуна во Франции, находится в регионе Шампань — Арденны. Департамент коммуны — Арденны. Входит в состав кантона Новьон-Порсьен. Округ коммуны — Ретель.
Код INSEE коммуны — 08288.
Коммуна расположена приблизительно в 175 км к северо-востоку от Парижа, в 75 км севернее Шалон-ан-Шампани, в 29 км к юго-западу от Шарлевиль-Мезьера.

## Население
Население коммуны на 2008 год составляло 93 человека.
| 1962 | 1968 | 1975 | 1982 | 1990 | 1999 | 2008 |
| ---- | ---- | ---- | ---- | ---- | ---- | ---- |
| 102  | 117  | 91   | 88   | 89   | 101  | 93   |

## Экономика
В 2007 году среди 61 человека в трудоспособном возрасте (15—64 лет) 43 были экономически активными, 18 — неактивными (показатель активности — 70,5 %, в 1999 году было 70,9 %). Из 43 активных работали 38 человек (21 мужчина и 17 женщин), безработных было 5 (4 мужчины и 1 женщина). Среди 18 неактивных 6 человек были учениками или студентами, 5 — пенсионерами, 7 были неактивными по другим причинам.

## Достопримечательности
- Замок Мемон[фр.] (XVII век). Исторический памятник с 1994 года.[3]

## Фотогалерея
- Церковь
- Замок
- Придорожный крест
- Мэрия